# George Kalsakau
George Kaltoi Kalsakau, né le 14 août 1930 et mort le 28 décembre 2001, est un homme politique vanuatais. Il est le premier Premier ministre du condominium franco-britannique des Nouvelles-Hébrides, de 1977 à 1978, durant la période d'autonomie menant à l'indépendance de la colonie.

## Biographie
Il effectue sa scolarité dans les écoles colonies des Nouvelles-Hébrides et des îles Salomon, protectorat britannique. À l'issue de sa scolarité, il devient policier. Il effectue une formation d'officier au Royaume-Uni, et est promu inspecteur de police, puis surintendant assistant, avant de quitter la police pour se lancer en politique en 1977. Le 29 novembre ont lieu les deuxièmes élections législatives depuis l'introduction d'une relative autonomie politique aux Nouvelles-Hébrides. George Kalsakau est candidat pour le parti Natatok dans la circonscription rurale d'Éfaté. Le Parti national (nationaliste) ayant décidé de boycotter l'élection, Kalsakau n'a pas d'opposant dans sa circonscription, et est déclaré élu. Pour la première fois, l'Assemblée législative a le pouvoir d'élire un gouvernement, et choisit George Kalsakau pour le poste de premier ministre. Il invite sans succès des membres du Parti national à rejoindre son gouvernement.
En décembre 1978, il démissionne pour prendre la présidence de l'Assemblée, et Gérard Leymang devient le premier ministre d'un gouvernement d'union nationale. Après les élections de 1979 remportées par le Parti national, le parti Natatok s'assemble avec plusieurs autres partis non nationalistes pour former l'Union des partis modérés. C'est dans ce cadre que George Kalsakau poursuit sa carrière politique et est élu maire de Port-Vila, la capitale, en 1981, après l'indépendance des Nouvelles-Hébrides, devenues le Vanuatu. Il devient ensuite membre du Parti travailliste fondé en 1987 par le Conseil des syndicats de Vanuatu à l'initiative de son fils Éphraïm Kalsakau, et se présente sans succès avec cette étiquette dans la circonscription de Port-Vila aux élections législatives de 1987.
Il a dix enfants (six fils et quatre filles),. Ses fils Ishmael, Joshua et Éphraïm l'ont suivi en politique, devenant tous députés et Ishmael devenant Premier ministre en 2022,.